# Drink the Sea
Drink the Sea (в пер. с англ. Выпить море) — дебютный студийный альбом американского электронного коллектива The Glitch Mob, выпущенный 25 мая 2010 года.

## Об альбоме
Работа над пластинкой началась осенью 2009 года и проходила в течение девяти месяцев. В процессе записи музыканты всячески экспериментировали со звучанием, совмещая детали различных музыкальных стилей.
Дистрибуцией пластинки занимался независимый лейбл Glass Air Records, основанный участниками The Glitch Mob. Drink the Sea занял 15-е место чарта Dance/Electronic Albums с тиражом 1,000 экземпляров за первую неделю после начала продаж. 1-го места альбом достиг в iTunes-чарте и 57-го места в музыкальном марафоне CMJ Holdings Топ 200 в категории «College Radio». Всего было выпущено три альбомных сингла, среди которых «Drive It Like You Stole It» вошёл в список самых скачиваемых песен 2010 года по версии журнала XLR8R.
В поддержку Drink the Sea музыканты организовали концертный тур. Часть собранных с гастролей средств была направлена на благотворительность.
Мнения критиков по поводу альбомы были смешанными. Так, Дилан Нельсон PopMatters остался разочарованным пластинкой. В то же время, рецензент Sputnikmusic Уилл Робинсон заявил, что «альбом на самом деле хорош и будет полезен для слушателя».

## Список композиций
| №   | Название                                | Длительность |
| --- | --------------------------------------- | ------------ |
| 1.  | «Animus Vox»                            | 6:45         |
| 2.  | «Bad Wings»                             | 6:40         |
| 3.  | «How to Be Eaten by a Woman»            | 6:00         |
| 4.  | «A Dream Within a Dream»                | 5:24         |
| 5.  | «Fistful of Silence»                    | 5:11         |
| 6.  | «Between Two Points» (при участии Swan) | 5:37         |
| 7.  | «We Swarm»                              | 5:54         |
| 8.  | «Drive It Like You Stole It»            | 5:55         |
| 9.  | «Fortune Days»                          | 6:23         |
| 10. | «Starve the Ego, Feed the Soul»         | 5:49         |

## Позиции в чартах
| Чарт (2014)             | Высшая позиция |
| ----------------------- | -------------- |
| Top Heatseekers         | 39             |
| Dance/Electronic Albums | 15             |